# Alpha Motor Corporation

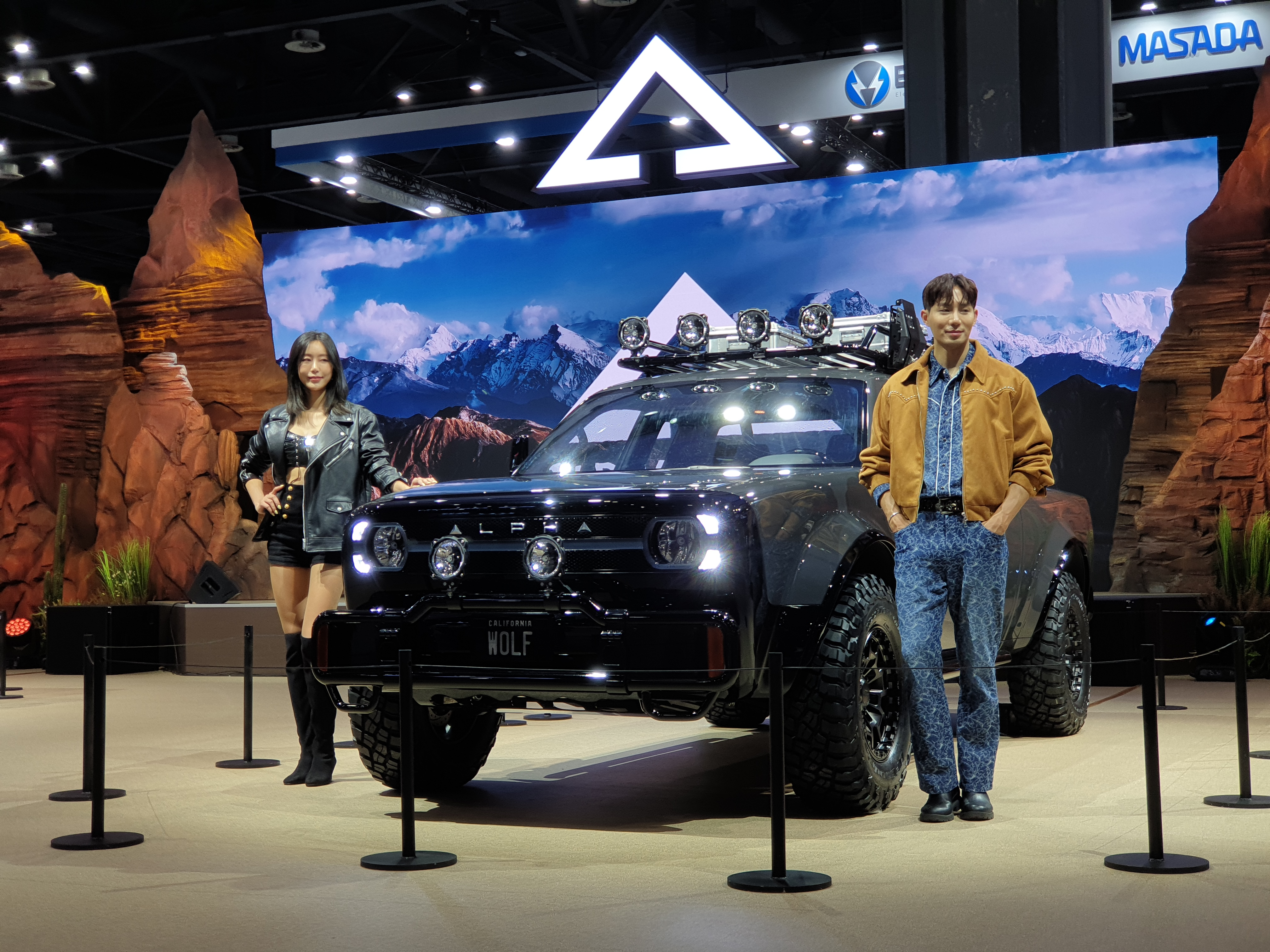
Alpha Wolf+ (2023)

Alpha Motor Corporation – amerykański startup planujący produkcję elektrycznych samochodów z siedzibą w Irvine działający od 2020 roku.

## Historia
W 2020 roku w amerykańskmi mieście Irvine w Kalifornii dwaj przedsiębiorcy – Joshua Boyt i Jay Lijewski – założyli startup Alpha Motor Corporation. Jeszcze w tym samym roku, w grudniu 2020, przedstawiony został projekt pierwszego pojazdu marki Alpha w postaci utrzymanego w estetyce retro i minimalizmu trzydrzwiowego coupe.
W kolejnych miesiącach 2021 roku Alpha przedstawiała kolejne rozwinięcia swojego pierwszego projektu w postaci nowych wariantów nadwoziowych modelu Ace, tym razem z dużym udziałem wizualnych i technicznych cech w stylu crossoverów i samochodów terenowych. W lutym 2021 roku przedstawiony został 5-drzwiowy model Alpha Jax, w marcu 2-drzwiowy pickup Alpha Wolf, w kwietniu – wydłużona odmiana pickup z czterodrzwiową kabiną o nazwie Alpha Wolf+, a w lipcu jeszcze większy pickup Alpha SuperWolf. Każdy z pojazdów ma zawierać autorski projekt akumulatorów litowo-jonowych o pojemności 75 kWh, które mają pozwalać przejechać na jednym ładowaniu do ok. 350 kilometrów.
Najważniejszym z dotychczas przedstawionych projektów dla firmy jest rodzina pickupów, których najkrótszy i podstawowy wariant o nazwie Alpha Wolf wykroczył poza fazę renderów i został zbudowany w formie pełnowymiarowego prototypu. Akceptując zamówienia niewymagające składania depozytów, produkcja elektrycznej półciężarówki ma rozpocząć się najszybciej w 2023 roku.
Podczas targów Los Angeles Motor Show w listopadzie 2021 Alpha przedstawiła kolejny fizyczny prototyp zapowiadający przyszłą gamę modelową w postaci 4-drzwiowego sedana Alpha Saga, a pod koniec grudnia jego rozwinięcie – studium kombi Alpha Saga Estate. Podobnie jak w przypadku pozostałych prototypów, firma przedstawiła orientacyjne parametry techniczne i przedział cenowy, bez określania daty rozpoczęcia potencjalnej produkcji.
W styczniu 2022 startup przełamał dotychczasowy schemat stylistyki opracowywanych przez siebie prototypów w stylu retro, prezentując studium awangardowo stylizowanej wizji elektrycznego samochodu o napędzie autonomicznym o nazwie Alpha Room.

## Modele samochodów

### Studyjne
- Alpha Ace (2020)
- Alpha Jax (2021)
- Alpha Wolf (2021)
- Alpha Wolf+ (2021)
- Alpha SuperWolf (2021)
- Alpha Saga (2021)
- Alpha Saga Estate (2021)
- Alpha Room (2022)
- Alpha Rex (2022)